# Mariona Visa Barbosa
Mariona Visa Barbosa (Lleida, 1979) és una investigadora especialitzada en comunicació social i audiovisual, professora universitària i escriptora catalana.
Llicenciada en Comunicació Audiovisual per la Universitat Pompeu Fabra el 2001, i doctora en Comunicació Social el 2012, exerceix com a professora i investigadora al grau en Comunicació i Periodisme Audiovisuals a la Universitat de Lleida des de 2009. Durant la seva formació va realitzar estades d'investigació a la Universitat de Lausana a Suïssa, i a la University of Bath a Anglaterra. És membre del grup d'investigació Trama, grup de recerca en transformacions en els mitjans audiovisuals i les seves implicacions en el desenvolupament polític, cultural i social, i del Grup d'Estudis de la Cultura i les Identitats a l'Europa Contemporània (GECIEC) de la mateixa universitat.
Les seves principals línies de recerca giren al voltant de les xarxes socials i les plataformes digitals, i també mostren la representació a través de les imatges i la concepció social de la maternitat als mitjans de comunicació. Al llarg de la seva trajectòria de recerca ha escrit diversos articles acadèmics en revistes nacionals i internacionals i assajos com “Madres en red” (2014), “L'àlbum fotogràfic familiar. Un relat socialitzat de la pròpia vida” (2013), “Padres y madres en serie” (2015) i “La representación de la maternidad en la ficción comtemporánea” (2020). També és autora del blog “Aprenent a ser mare”, del periòdic digital ARA Criatures.
L'any 2019 va coescriure, juntament amb Marta Gubau, el llibre solidari autobiogràfic Tenim un cor per a tu, del qual se n'han publicat tres edicions.
La darrera obra de Mariona Visa és la novel·la gràfica “Padrines. Maternitat i criança d’una generació silenciada” publicada per Pagès Editors el 2022, on l'autora dona veu a sis dones de Ponent, dibuixades per sis artistes, que expliquen com van descobrir la sexualitat i com van parir i criar els seus fills en plena postguerra.